# Уотсон, Док
Док Уотсон (3 марта 1923 — 29 мая 2012, полное имя Arthel Lane Watson) — американский гитарист, композитор и певец, исполнитель блюграсса, фолка, кантри, блюза и госпела. В результате глазной инфекции он потерял зрение ещё до своего первого дня рождения. За всю жизнь Уотсон получил семь премий Грэмми, а также премию Грэмми за жизненные достижения. Он выступал вместе со своим сыном Мерлом на протяжении 15 лет вплоть до смерти Мерла в 1985 году в результате несчастного случая на семейной ферме.